# サタデイ・ナイト (EW&Fの曲)
「サタデイ・ナイト」(Saturday Nite) は、1976年にコロムビア・レコードからリリースされた、リズム・アンド・ブルースのバンドであるアース・ウィンド・アンド・ファイアーのシングル。『ビルボード』誌の「Hot Soul Songs」チャートで最高4位、「Billboard Hot 100」チャートでは最高21位まで上昇した。全英シングルチャートでも17位まで上昇して、彼らにとって最初のイギリスでのヒット曲となった。

## 概要
「サタデイ・ナイト」は、アース・ウィンド・アンド・ファイアーのリーダーであったモーリス・ホワイトが、フィリップ・ベイリーとアル・マッケイとともに書いた楽曲である。また、バンドの1976年のアルバム『魂 (Spirit)』からシングル・カットされた曲のひとつであった

### サンプリング
「サタデイ・ナイト」は、スパイス・ガールズの1996年のシングル「Say You'll Be There」にサンプリングされて用いられている。

## チャート
| チャート（1976年）                        | 最高位 |
| ----------------------------------------- | ------ |
| アメリカ合衆国 Billboard Hot 100          | 21     |
| アメリカ合衆国 Billboard Hot Soul Singles | 4      |
| イギリス 全英シングルチャート             | 17     |